# Salzburgo (estado)
Salzburgo ou Salisburgo (em alemão: Salzburg) é um estado federado do centro-oeste austríaco; ao contrário de Viena, este Land não se limita à cidade de mesmo nome, sua capital.
Sexto maior estado (7.154 km²), contando com a sétima maior população (530.488 habitantes em 2010), Salzburgo tem como vizinhos o Land alemão da Baviera a norte, a Alta Áustria a norte e leste, a Estíria a leste e a Caríntia ao sul. Sua diminuta fronteira com a Itália, a sudoeste, divide em duas partes o Tirol, a sul e oeste do Estado.

## Divisão administrativa
O estado de Salzburgo é dividido em 5 distritos (Bekirke) e uma cidade estatutária (Statutarstadt):
|  | Salzburg-Umgebung              |
|  | Salzburgo (cidade estatutária) |
|  | Hallein                        |
|  | Zell am See                    |
|  | St. Johann im Pongau           |
|  | Tamsweg                        |